# Eimeric d'Usall
Eimeric d'Usall (Banyoles, 1267-1335) va ser un agent secret i ambaixador del rei Jaume el Just i confrare templer català.

## Ascendència
Un avantpassat d'Eimeric d'Usall va ser Ramon d'Usall, abat de Santa Maria de Vilabertran i 34è bisbe de Girona. Una branca de la família es va mantenir a Banyoles i l'altra es va establir a Barcelona a finals del segle xii o principis del xiii. Aquests van esdevenir banquers i van comprar el palau del carrer Regomir, 6, que controlava la porta de Regomir de la muralla de Barcelona, just al davant del Palau del Temple. Els familiars banyolins van prestar diners a l'abat de Banyoles per a la compra de la castellania de Porqueres (1250) i van comprar el monopoli de l'explotació del roldor (taní molt usat en la indústria del cuir) el 1253.

## Actuacions a Banyoles
Eimeric va néixer al Mas Usall l'any 1267. Va actuar en nom d'Estefania de Pratboí en la delimitació dels drets successoris d'aquesta i dels seus germans el 1292, cosa que fa pensar que va efectuar llurs esposalles amb ella en aquella data.
L'abril de 1303, com a àrbitre reial, va arbitrar entre l'abat de Banyoles, el frare Bernat de Vallespirans, i els síndics electes de la vila per assegurar alguns drets municipals.

## Ambaixades a Egipte en el marc del projecteRex bellator
Eimeric d'Usall va viatjar el setembre de 1299 a Creta i Xipre, amb companyia de Bernat d'Om, Guerau de Trilla, Pere d'Olivera i Pere Llorenç. Olivera va seguir el viatge per trobar el Khan Ghazan, mentre que Eimeric d'Usall va romandre a Xipre; tot això mentre es preparava la gran ofensiva conjunta de templers, xipriotes, armenis i tàrtars per conquerir Palestina a Muhammad al-Nasir (al-Malik al-Nasir Nasir al-Din Muhammad ben Qalawun). Fruit d'aquella ofensiva va ser l'establiment d'una forta guarnició a l'illa d'Arwad.
El mes de juny de 1303 Eimeric d'Usall va marxar cap a Egipte per portar a terme una ambaixada per ordre del rei Jaume II "el just" a la cort del soldà mameluc al-Malik al-Nasir Nasir al-Din Muhammad ben Qalawun. Aquesta ambaixada resultava molt perillosa perquè el rei Jaume II havia incomplert el tractat negociat l'any 1292 amb el soldà Al-Àixraf Khalil, pel qual, ambdós països es comprometien a ajudar-se militarment de qualsevol altre país agressor. Tal tractat responia, per part catalana, a la situació d'emergència creada per les guerres sicilianes contra la Casa d'Anjou, la del rei de França i el papat, malgrat les victòries obtingudes fins al moment.
Superada la crisi amb el tractat d'Anagni, Jaume II va trencar les relacions amb Egipte, i deu anys després, va enviar Eimeric d'Usall amb el propòsit d'alliberar fra Dalmau de Rocabertí, darrer cap templer de la guarnició d'Arwad, caigut el setembre de 1302 en mans del soldà al-Nàsir Muhammad.
El viatge d'Eimeric d'Usall es va perllongar de tal manera que es va fer necessària (1304) una expedició de rescat del mateix ambaixador per part de la nau "Sant Francesc", capitenajada per Bernat Marquet (fill de l'almirall Ramon Marquet), parent d'Eimeric, i en la qual viatjava també un jueu anomenat Shlomo ben Adret (segurament el gran talmudista).
El soldà va desconfiar de l'ambaixada d'Eimeric i va enviar de tornada amb ell, per verificar-la, Fakhr al-Dihn Utman al-Nasirí, ustadar de l'Estat mameluc. Pel desembre de 1304 ambdós estaven a Catalunya.
Tornats a Egipte (1305), Eimeric (aquesta vegada acompanyat pels seus germans Pere i Simó) fracassà de nou en l'obtenció de la llibertad de fra Dalmau de Rocabertí, i es venjà abandonant Fakhr al-Dihn en una platja deserta. L'emir havia embarcat de nou per exigir la signatura definitiva del tractat de 1292.
Eimeric d'Usall es va quedar a Sicília, per intentar convèncer el rei Frederic II per obtenir una galera i poder portar a terme activitats contra Egipte.
Va ser exonerat per Jaume II (que va arribar a fer constar en el document expedit a l'efecte que Eimeric no havia abandonat l'ambaixador egipci, cosa evidentment falsa; fet que fa pensar que la misssió d'Eimeric no era tan sols una ambaixada de bona voluntat i rescat de captius, sinó una iniciativa relacionada amb el projecte Rex bellator, d'unificació dels ordes militars sota un príncep de la Casa de Barcelona, de fra Ramon Llull).

## Darrers anys al Pla de l'Estany
El 1325 la delimitació de la jurisdicció feudal del monestir de Banyoles va anomenar les terres de la conomina d'Eimeric d'Usall com un dels límits del poder cenobial.
Eimeric d'Usall va tornar a Catalunya, i va adquirir el senyoriu de Sant Andreu de Mata i va intentar fundar una nova Banyoles els anys 1332-1335 per causa del conflicte entre l'abat Vallespirans i els ciutadans de la vila pel tema de les remences. Efectivament, l'abat utilitzava el mal ús de la remença per impedir la marxa dels banyolins descontents per les extorsions feudals del monestir.
La idea va fracassar per l'oposició del nou rei Alfons el Benigne (del qual era confessor l'abat Vallespirans), però gràcies a l'ajut del príncep Pere (futur Pere el Cerimoniós) i a la mort de Vallespirans, el nou abat frare Ramon de Coll va renunciar al dret de remença.
Eimeric d'Usall segurament va donar als banyolins la relíquia de la Veracreu que es venerava a Santa Maria dels Turers de Banyoles a mitjans del segle xiv, i atès que frare Dalmau de Rocabertí va morir el 1326 a Santa Maria de Vilabertran, just en el moment en què es treballava la Creu Processional d'aquella canònica, ornada amb camafeus egipcis, hi ha motius per pensar en una relació entre els viatges d'Eimeric a Egipte per rescatar el Templer i la creu de la canònica protegida per la família dels vescomtes de Peralada-Rocabertí
Eimeric d'Usall va morir l'any 1335. Un nebot o net d'Eimeric, fill de Brunissenda d'Usall, anomenat Pere d'Usall "Plaça" va ser cambrer de Pere el Cerimoniós i, encara que va fracassar, va intentar que Banyoles comprés la jurisdicció feudal del monestir i esdevingués vila reial.

## Els descendents
La família Usall va acabar per obtenir alts càrrecs (veguers, Diputats del General de Catalunya, Consellers de Barcelona, virrei de Sardenya, Mestres de Camp, Capitans Generals...), esdevenint Marquesos de Monistrol. A mitjans del segle xix van veure extinta la línia de descendència masculina i llurs títols i béns es van incorporar als de la família Escrivà de Romaní.